# Liste der Monuments historiques in Antezant-la-Chapelle
Die Liste der Monuments historiques in Antezant-la-Chapelle führt die Monuments historiques in der französischen Gemeinde Antezant-la-Chapelle auf.

## Liste der Bauwerke
| Bezeichnung      | Beschreibung              | Standort | Kennzeichnung | Schutzstatus | Datum | Bild           |
| ---------------- | ------------------------- | -------- | ------------- | ------------ | ----- | -------------- |
| Kirche St-Maxime | Erbaut im 12. Jahrhundert | (Lage)   | PA00104594    | Inscrit      | 1949  | weitere Bilder |

## Liste der Objekte
| Bezeichnung | Beschreibung            | Standort                      | Kennzeichnung | Schutzstatus | Datum | Bild |
| ----------- | ----------------------- | ----------------------------- | ------------- | ------------ | ----- | ---- |
| Glocke      | Bronze, 15. Jahrhundert | im Logis des Hermitans (Lage) | PM17001840    | Inscrit      | 1999  |      |